# Aldo Maccione
Aldo Maccione (* 27. listopadu 1935 Turín) je italský herec, známý převážně z komediálních rolí. Hrál ve více než padesáti italských i francouzských filmech, měl přezdívku Aldo la Classe.
Vyhrál rozhlasovou soutěž talentů a živil se jako imitátor, v roce 1960 se objevil ve filmu Lucia Fulciho Urlatori alla sbarra. Stal se členem skupiny hudebních komiků I Brutos, která získala angažmá v pařížské Olympii, pak vystupoval v kabaretech se skupinou Los Tontos i se Sachou Distelem. Claude Lelouch ho roku 1970 obsadil do filmu Rošťák, v dalším Lelouchově filmu Dobrodružství je dobrodružství s ním hráli Lino Ventura a Jacques Brel. V roce 1973 hrál vojína Tassina ve filmu Kam se poděla sedmá rota? (v dalších dílech trilogie ho nahradil Henri Guybet). Objevil se také jako seržant Mastino v satirické sérii z vojenského prostředí o plukovníkovi Buttiglionovi, jehož hrál Jacques Dufilho. V milostné komedii Sežehnuti horoucí vášní, kterou režíroval Giorgio Capitani, byla jeho partnerkou Jane Birkinová.
Despotického režiséra Campaneseho ztvárnil ve filmu Zvíře s Jeanem-Paulem Belmondem. Ve filmovém zákulisí se odehrává také komedie Dina Risiho Jsem fotogenický, kde hrál agenta neúspěšného herce, jehož ztvárnil Renato Pozzetto. Byl partnerem Pierra Richarda ve filmech Jsem nesmělý, ale léčím se a To já ne, to on, těžících z kontrastu jejich vzhledu i povah. Hlavní role dostal Maccione ve filmech Ničitel srdcí, Aldo a Junior a Neobyčejná dobrodružství obyčejného tatínka. Bigas Luna mu svěřil roli Zeppeho ve filmu Komorná z Titanicu. V roce 2005 se objevil po boku Carole Bouquetové ve filmu Brigitte Roüanové Rekonstrukce. V roce 2010 převzal cenu za celoživotní dílo na festivalu filmových komedií v Monte Carlu.